# 5608 Olmos
5608 Olmos è un asteroide della fascia principale. Scoperto nel 1993, presenta un'orbita caratterizzata da un semiasse maggiore pari a 2,6424047 UA e da un'eccentricità di 0,0452298, inclinata di 3,08607° rispetto all'eclittica.
L'asteroide è dedicato all'attore statunitense Edward James Olmos.